# Xã Tyler, Quận Perry, Arkansas
Xã Tyler (tiếng Anh: Tyler Township) là một xã thuộc quận Perry, tiểu bang Arkansas, Hoa Kỳ. Năm 2010, dân số của xã này là 237 người.